# راتینسدورف
راتینسدورف (به آلمانی: Rathjensdorf) یک شهر در آلمان است که در پلون واقع شده‌است. راتینسدورف ۵۱۸ نفر جمعیت دارد.